# Indianapolis 500 1966

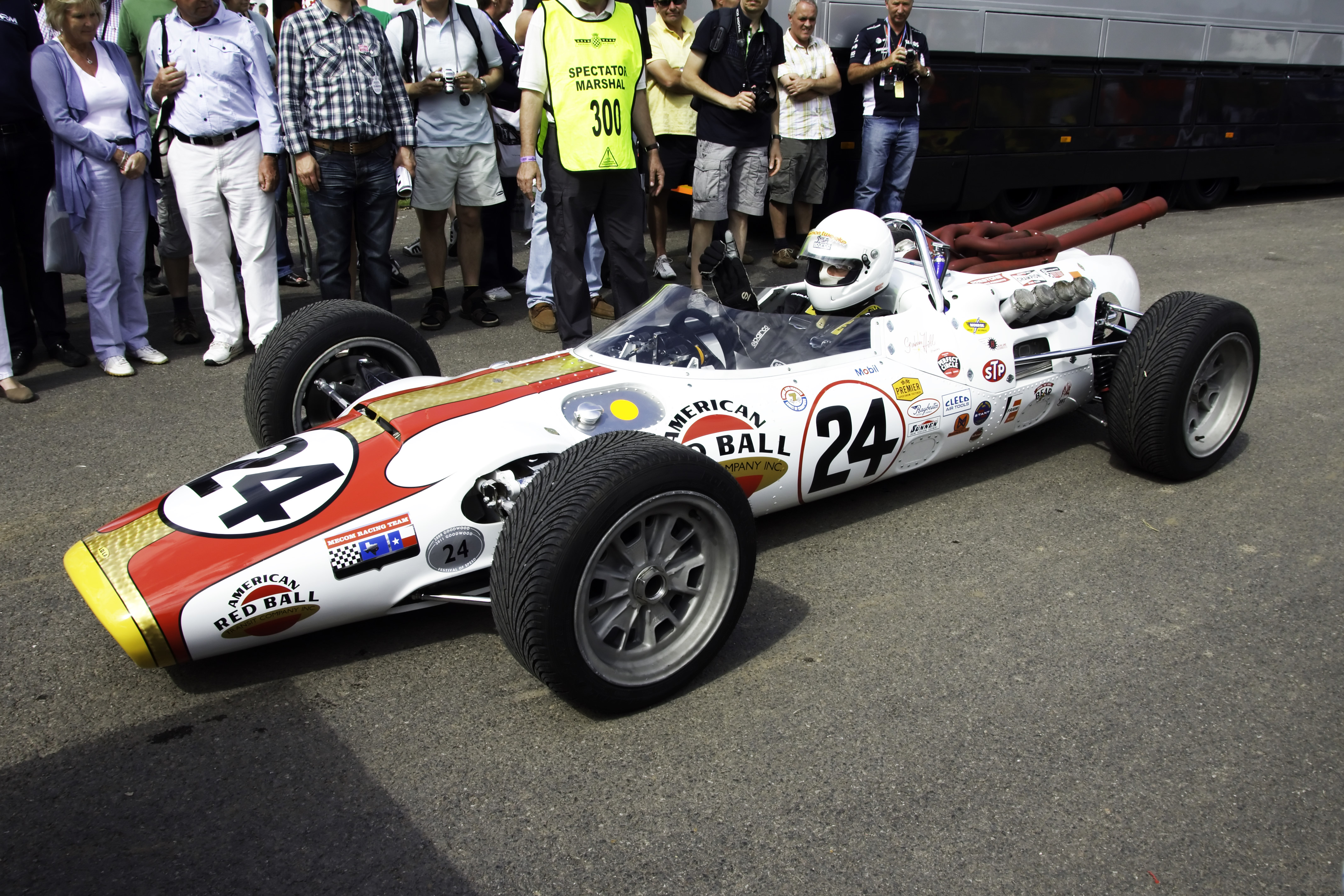
Lola T90, Siegerwagen von Graham Hill

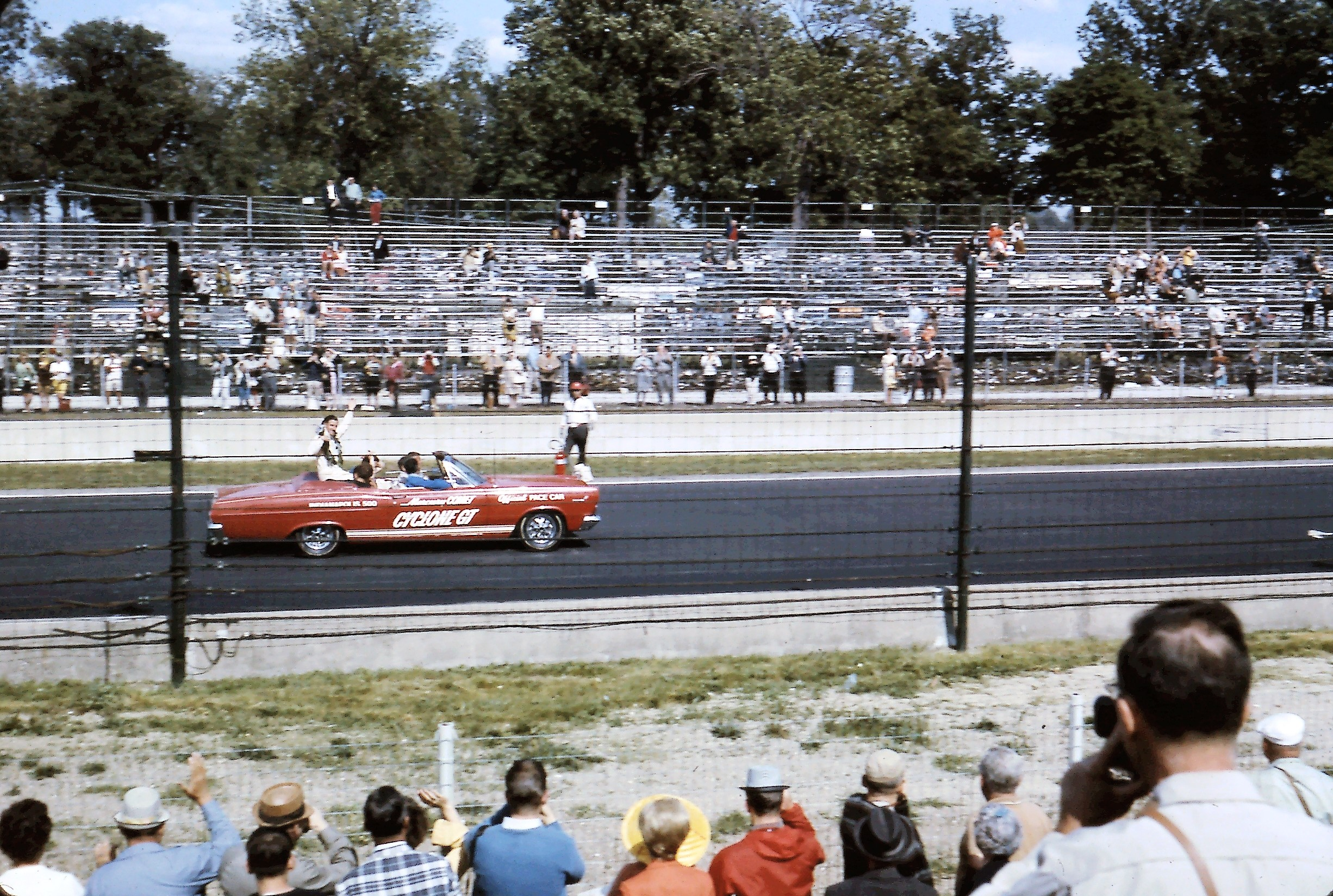
Graham Hill bei seiner Ehrenrunde

Das 50. Indianapolis 500 (offiziell 50th 500 Mile International Sweepstakes) auf dem Indianapolis Motor Speedway fand am 30. Mai 1966 statt.

## Das Rennen
Das Rennen ging über eine Distanz von 200 Runden à 4,023 km, was einer Gesamtdistanz von 804,672 km entspricht. Aus der Pole-Position startete Mario Andretti (Dean Van Lines Racing Division) mit einer Vierrunden-Durchschnittszeit von 3:37.00 Min. oder 165,899 mph (266,989 km/h). Die schnellste Runde im Rennen drehte Jim Clark (STP Gas Treatment) in 56,54 Sekunden (159,179 mph). Das Rennen war der dritte Lauf zur USAC-Saison 1966.

## Ergebnisse

### Startaufstellung
| Reihe | Innen          | Mitte          | Außen           |
| ----- | -------------- | -------------- | --------------- |
| 1     | Mario Andretti | Jim Clark      | George Snider   |
| 2     | Parnelli Jones | Lloyd Ruby     | Gordon Johncock |
| 3     | Jim McElreath  | Chuck Hulse    | Don Branson     |
| 4     | Jerry Grant    | Jackie Stewart | Billy Foster    |
| 5     | Rodger Ward    | Johnny Boyd    | Graham Hill     |
| 6     | Gary Congdon   | Mel Kenyon     | A. J. Foyt      |
| 7     | Dan Gurney     | Joe Leonard    | Roger McCluskey |
| 8     | Jim Hurtubise  | Al Unser       | Cale Yarborough |
| 9     | Carl Williams  | Arnie Knepper  | Bud Tingelstad  |
| 10    | Bobby Unser    | Eddie Johnson  | Al Miller       |
| 11    | Bobby Grim     | Larry Dickson  | Ronnie Duman    |

### Schlussklassement
Wetter: leicht bewölkt, 19°
| Pos. | Nr. | Name                | Chassis      | Motor       | R | Zeit/Rückstand               | Qualifikation ø 4 Rd. mph | Start |
| ---- | --- | ------------------- | ------------ | ----------- | - | ---------------------------- | ------------------------- | ----- |
| 1    | 24  | Graham Hill (R)     | Lola T90     | Ford        | F | 3:27:52.530 Std. 144,317 mph | 159,243                   | 15    |
| 2    | 19  | Jim Clark (W)       | Lotus 38     | Ford        | F | 41,130 Sek.                  | 164,114                   | 2     |
| 3    | 3   | Jim McElreath       | Moore 65     | Ford        | F | 200 Rd.                      | 160,908                   | 7     |
| 4    | 72  | Gordon Johncock     | Gerhardt 66  | Ford        | G | 200                          | 161,059                   | 6     |
| 5    | 94  | Mel Kenyon (R)      | Gerhardt 65  | Offenhauser | G | 198                          | 158,555                   | 17    |
| 6    | 43  | Jackie Stewart (R)  | Lola T90     | Ford        | F | 190 (Öl-Druck)               | 159,972                   | 11    |
| 7    | 54  | Eddie Johnson       | Huffaker 64  | Offenhauser | G | 175 (Motor)                  | 158,898                   | 29    |
| 8    | 11  | Bobby Unser         | Huffaker 66  | Offenhauser | G | 171                          | 159,109                   | 28    |
| 9    | 6   | Joe Leonard         | Eagle 66     | Ford        | G | 170 (Motor)                  | 159,560                   | 20    |
| 10   | 88  | Jerry Grant         | Eagle 66     | Ford        | G | 167                          | 160,335                   | 10    |
| 11   | 14  | Lloyd Ruby          | Eagle 66     | Ford        | G | 166 (Nockenwelle)            | 162,433                   | 5     |
| 12   | 18  | Al Unser            | Lotus 38     | Ford        | F | 161 (Unfall)                 | 162,372                   | 23    |
| 13   | 8   | Roger McCluskey     | Eagle 66     | Ford        | G | 129 (Öl-Leck)                | 159,271                   | 21    |
| 14   | 98  | Parnelli Jones (W)  | Shrike 66    | Offenhauser | F | 87 (Felgenbruch)             | 162,484                   | 4     |
| 15   | 26  | Rodger Ward (W)     | Lola T90     | Offenhauser | F | 74 (Defekt)                  | 159,468                   | 13    |
| 16   | 77  | Carl Williams (R)   | Gerhardt 66  | Ford        | F | 38 (Ventile)                 | 159,645                   | 25    |
| 17   | 56  | Jim Hurtubise       | Gerhardt 66  | Offenhauser | G | 29 (Öl-Druck)                | 159,208                   | 22    |
| 18   | 1   | Mario Andretti      | Hawk 1       | Ford        | F | 27 (Ventile)                 | 165,849                   | 1     |
| 19   | 82  | George Snider       | Lotus 38     | Ford        | G | 22 (Unfall)                  | 162,521                   | 3     |
| 20   | 12  | Chuck Hulse         | Watson 66    | Ford        | G | 22 (Unfall)                  | 160,844                   | 8     |
| 21   | 22  | Bud Tingelstad      | Gerhardt 66  | Offenhauser | F | 16 (Kühlung)                 | 159,144                   | 27    |
| 22   | 28  | Johnny Boyd         | BRP 65       | Ford        | F | 5 (Unfall)                   | 159,384                   | 14    |
| 23   | 4   | Don Branson         | Gerhardt 66  | Ford        | G | 0 (Unfall)                   | 160,385                   | 9     |
| 24   | 27  | Billy Foster        | Vollstedt 66 | Ford        | F | 0 (Unfall)                   | 159,490                   | 12    |
| 25   | 53  | Gary Congdon (R)    | Huffaker 64  | Offenhauser | G | 0 (Unfall)                   | 158,688                   | 16    |
| 26   | 2   | A. J. Foyt (W)      | Lotus 38     | Ford        | G | 0 (Unfall)                   | 161,355                   | 18    |
| 27   | 31  | Dan Gurney          | Eagle 66     | Ford        | G | 0 (Unfall)                   | 160,499                   | 19    |
| 28   | 66  | Cale Yarborough (R) | Vollstedt 65 | Ford        | F | 0 (Unfall)                   | 159,794                   | 24    |
| 29   | 37  | Arnie Knepper       | Cecil 66     | Ford        | F | 0 (Unfall)                   | 159,440                   | 26    |
| 30   | 75  | Al Miller           | Lotus 29     | Ford        | F | 0 (Unfall)                   | 158,681                   | 30    |
| 31   | 39  | Bobby Grim          | Watson 66    | Offenhauser | G | 0 (Unfall)                   | 158,367                   | 31    |
| 32   | 34  | Larry Dickson (R)   | Lola T80     | Ford        | F | 0 (Unfall)                   | 159,144                   | 32    |
| 33   | 96  | Ronnie Duman        | Eisert 66    | Ford        | F | 0 (Unfall)                   | 158,646                   | 33    |

(W)=früherer Gewinner / (R)=Rookie

### Führungsrunden
| Fahrer         | Team                           | Anzahl |
| -------------- | ------------------------------ | ------ |
| Lloyd Ruby     | All American Racers            | 68     |
| Jim Clark      | STP Gas Treatment              | 66     |
| Jackie Stewart | Mecom Racing Enterprises       | 44     |
| Mario Andretti | Dean Van Lines Racing Division | 16     |
| Graham Hill    | Mecom Racing Enterprises       | 10     |